# Kani Kōsen
Kani Kōsen (蟹工船, "O navio-fábrica caranguejeiro") é um romance do escritor japonês Takiji Kobayashi, de 1929.

## Visão geral

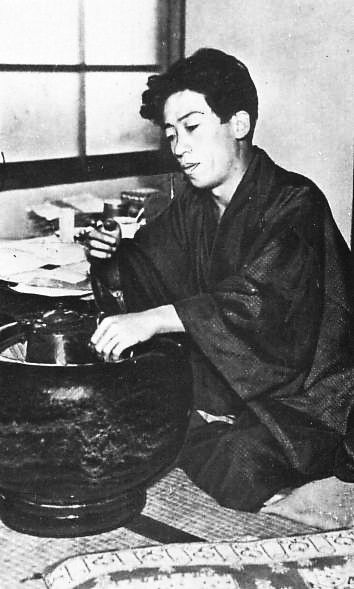
Fotografia de Takiji Kobayashi.

Kani Kōsen é um romance proletário de Takiji Kobayashi, publicado pela primeira vez nas edições de maio e junho de 1929 da revista literária comunista Senki. Em setembro do mesmo ano, foi lançado como um livro independente pela editora Senki. O livro foi banido pelos censores do governo, mas não antes de vender 15.000 cópias. O romance foi lançado em inglês como The Cannery Boat (1933), The Factory Ship (1973) e The Crab Cannery Ship (2013). Em francês, apareceu com o nome Le bateau-usine (2015).

## Contexto
Kobayashi começou a escrever a obra no final de 1928 e terminou em março do ano seguinte. A história não foi baseada em nenhuma experiência pessoal do autor, mas foi influenciada pelo romance semi-autobiográfico de Yoshiki Hayama Umi ni Ikuru Hitobito. A inspiração imediata do trabalho veio da leitura de Kobayashi de uma descrição de um jornal sobre trabalhadores da fábrica flutuante de conservas de caranguejo que haviam sido tratados com brutalidade e processaram seu capitão em seu retorno à costa.
Kobayashi considerou que o uso de um protagonista coletivo em vez de um herói singular foi um passo à frente na criação de uma literatura proletária, uma afirmação que ele fez em uma carta a seu mentor Korehito Kurahara imediatamente após a conclusão do trabalho. A carta também mostra a influência que o marxismo ortodoxo teve sobre Kobayashi cerca de dois anos após sua leitura de O capital.

## Enredo
A obra não tem um único protagonista, e o único personagem citado, o superintendente Asakawa, é retratado como um monstro desumano. Os outros personagens são vários grupos de pessoas oprimidas: pescadores que começaram como agricultores empobrecidos e planejam usar seus ganhos para reabilitar suas fazendas, mas acabam recorrendo à bebida e à prostituição em Hakodate e Otaru; operários de fábricas no início da adolescência que foram abandonados por pais pobres; e estudantes que foram levados a acreditar que o trabalho no navio é um emprego de verão atraente.

## Temas
O livro expressa seu pessimismo desde o início, não apenas na observação inicial, mas também na descrição do porto de Hakodate, um ambiente cheio de lixo e pequenas embarcações, comparadas a insetos.

## Crítica
Kani Kōsen vendeu 15.000 cópias antes de ser banido.Versões resumidas que removiam conteúdo censurado continuaram a ser vendidas depois que o livro foi banido, mas a versão não cortada não foi reimpressa até 1948. Em 2008, tornou-se um dos romances mais vendidos no Japão, vendendo cerca de quinhentos mil exemplares.
O livro foi bem recebido pelos críticos marxistas em seu lançamento inicial, e rendeu a Kobayashi uma reputação positiva. Os não marxistas foram menos complacentes: críticos atacaram a obra por retratar o mal individual, mas não o mal organizacional, atribuindo todo o sofrimento dos personagens a um homem em Asakawa. O historiador literário e crítico Donald Keene escreveu que a obra "teve sucesso não por causa de sua mensagem, nem por causa de sua avaliação confiante do futuro, mas por causa dos detalhes vívidos e críveis da vida a bordo do navio." Keene elogiou o retrato inflexível da violência sexual pelos pescadores mais velhos contra seus camaradas mais jovens e a recusa em definir qualquer um como um "herói trabalhador".

## Adaptações
Em 1953 foi lançado o filme Kanikōsen, dirigido por Sō Yamamura e estrelado por ele mesmo, Masayuki Mori e Sumiko Hidaka . Recebeu o prêmio de melhor cinematografia no Prêmio Mainichi de 1954.
Uma versão em mangá do livro apareceu pela primeira vez em 2006, a primeira de quatro até agora. Em 2009, duas adaptações do romance para o palco foram produzidas em Tóquio, outra foi produzida em 2012.
Uma nova versão do filme Kani kōsen, dirigida por Hiroyuki Tanaka e estrelada por Ryuhei Matsuda e Hidetoshi Nishijima, foi concluída em 2009.